# Universidad Oxford Brookes
La Universidad Oxford Brookes (anteriormente conocida como Oxford Polytechnic ) es una universidad pública en Oxford, Inglaterra. Es una universidad nueva, que recibió el estatus de universidad a través de la Ley de Educación Continua y Superior de 1992. La universidad lleva el nombre de su primer director, John Henry Brookes, quien desempeñó un papel importante en el desarrollo de la institución.
La Universidad de Oxford Brookes se distribuye en cuatro campus, con tres sitios principales ubicados en Oxford y sus alrededores y el cuarto campus ubicado en Swindon. La Universidad de Oxford Brookes planeó demoler su campus de Wheatley y construir casas en el sitio; el consejo local rechazó el permiso de planificación, pero Oxford Brookes apeló y ganó en 2020. A 2021 de 11  el sitio web de Brookes dijo que la institución tenía 16.900 estudiantes, 2.800 empleados y más de 190.000 exalumnos en más de 177 países. La universidad está dividida en cuatro facultades: Oxford Brookes Business School, Salud y Ciencias de la Vida, Humanidades y Ciencias Sociales, y Tecnología, Diseño y Medio Ambiente. La asociación de la Universidad de Oxford Brookes con la Asociación de Contadores Certificados Colegiados (ACCA) permite a los estudiantes de ACCA obtener un BSc (Hons) en contabilidad aplicada con la presentación de un trabajo de proyecto de investigación y análisis mientras toman sus exámenes ACCA. La universidad también cuenta con facultades de arquitectura y derecho. Brookes es miembro del grupo misionero University Alliance.

## Historia
La Universidad Oxford Brookes comenzó en 1865 como la Escuela de Arte de Oxford, ubicada en una habitación individual en la planta baja de la Institución Taylor en St Giles', Oxford. En 1870 se agregó la Escuela de Ciencias y en 1891, bajo la administración del Comité de Instrucción Técnica del Ayuntamiento, pasó a llamarse Escuela Técnica de la Ciudad de Oxford, incorporando la Escuela de Arte, que permaneció distinta. Se hicieron planes para trasladarse a la antigua Escuela Blue Coat para niños en St. Ebbes.
En 1934, la Escuela de Arte y la Escuela Técnica se fusionaron y John Henry Brookes, director de la Escuela de Arte y subdirector de la Escuela Técnica, fue nombrado primer director de la institución fusionada. En 1950, la universidad tenía 4.000 estudiantes. Se construyó un nuevo campus en un sitio ofrecido por la familia cervecera local Morrell. Rebautizado como "Oxford College of Technology", se inauguró en el nuevo sitio en 1956. Su primera residencia se estableció en 1960 y la universidad se mudó a Headington en 1963.
En 1970, se convirtió en el Politécnico de Oxford. En 1976, se hizo cargo del antiguo Lady Spencer-Churchill College, fundado en Wheatley en agosto de 1965. En 1992 incorporó la Dorset House School of Occupational Therapy, la primera escuela de terapia ocupacional del Reino Unido. Más tarde, en 1992, tras la promulgación de la Ley de educación superior y superior, se convirtió en la Universidad de Oxford Brookes, la única de las nuevas universidades que lleva el nombre de su fundador.[cita requerida] En 2000, se hizo cargo del sitio de Westminster College, Oxford, basando su educación y actividades teológicas en el sitio, aunque la teología se retiró en 2015.
En octubre de 2003, la Universidad de Oxford Brookes se convirtió en la primera universidad del mundo en recibir el estatus de comercio justo.
La baronesa Kennedy se desempeñó como canciller de la universidad desde 1994 hasta 2001. En 2007, Graham Upton se retiró como vicecanciller y su sucesora, Janet Beer, asumió en septiembre. En julio de 2008, Shami Chakrabarti, director de Liberty, reemplazó a Jon Snow como canciller.
En marzo de 2015, Alistair Fitt asumió como vicerrector en sustitución de Janet Beer. En mayo de 2022, Brookes Union publicó una carta en la que indicaba que el alumnado había presentado una moción de censura contra Fitt Dame Katherine Grainger, exremera olímpica británica, reemplazó a Shami Chakrabarti como canciller. Grainger es la atleta olímpica más condecorada de Gran Bretaña y la primera mujer británica en ganar medallas en cinco juegos consecutivos (Río 2016, Londres 2012, Pekín 2008, Atenas 2004 y Sídney 2000). Fue nombrada dama por sus servicios al remo y la caridad en los Honores de Año Nuevo de 2017. En junio de 2020, Katherine Grainger renunció como canciller. El puesto sigue vacante.
En 2015, la Universidad de Oxford Brookes celebró su 150 aniversario. Se llevó a cabo una variedad de eventos y actividades, incluidas celebraciones en reconocimiento a John Henry Brookes, el fundador moderno de la universidad. El primer día del fundador se celebró en mayo de 2016.

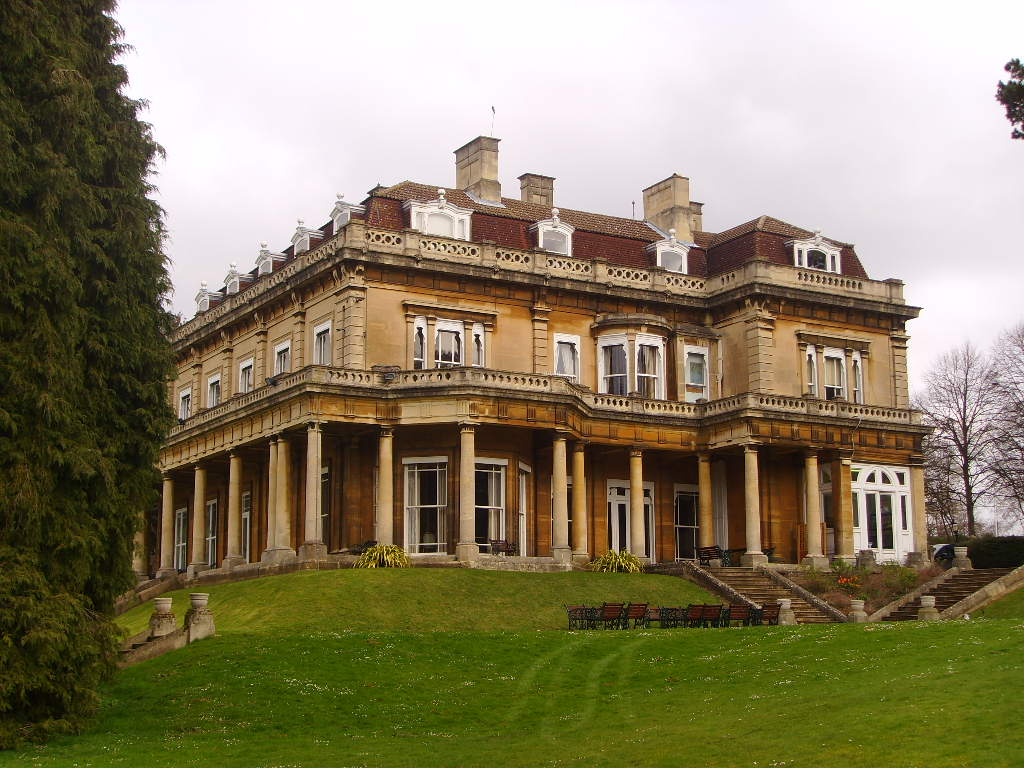
Headington Hill Hall, sede de la Facultad de Derecho

## Campus
La Universidad Oxford Brookes tiene tres campus principales y un cuarto en Swindon.
Campus de Headington51°45′15.36″N 1°13′21.72″O / 51.7542667, -1.2227000

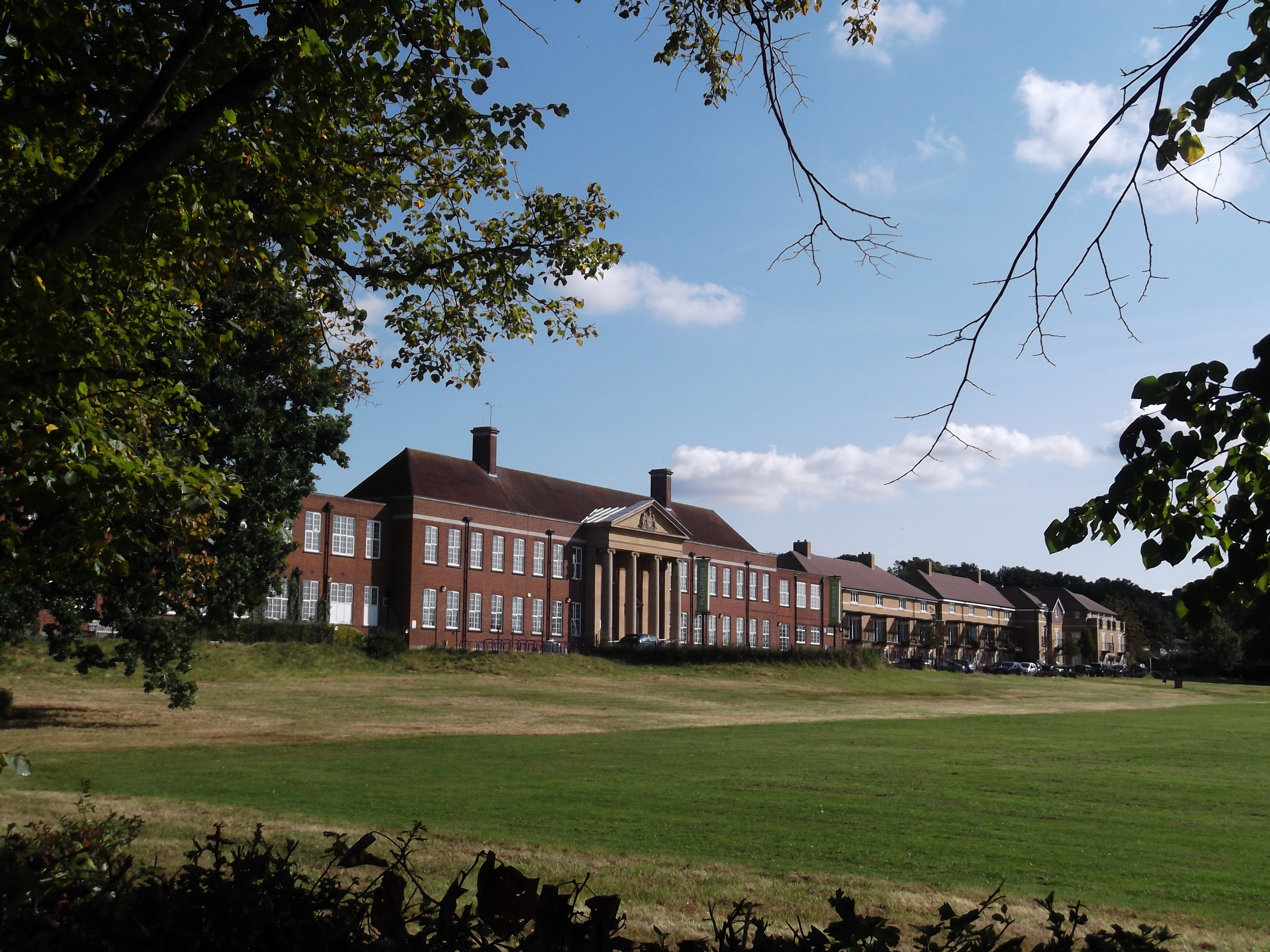
Marston Road, sede de la Facultad de Ciencias de la Salud y la Vida

El campus de Headington se encuentra en una zona residencial de Oxford. El campus se compone de tres sitios: el principal está en Gipsy Lane y es la sede de varios departamentos de las cuatro facultades académicas de la universidad y del edificio John Henry Brookes, que costó 132 millones de libras esterlinas y se inauguró en 2014. Al otro lado de la calle se encuentra Headington Hill Hall, sede de la Escuela de Artes y de la Facultad de Derecho, y a pocos pasos del edificio principal se sitúa Marston Road, un espacio dedicado a la Facultad de Ciencias de la Salud y de la Vida, en donde se imparten materias como enfermería, partería y terapia ocupacional.
En el campus se encuentran las residencias principales: Crescent Hall, Cheney Student Village, Clive Booth Hall, Clive Booth sin baño (anteriormente Morrell Hall) y Warneford Hall.
Campus de Wheatley51°45′2.53″N 1°7′41.6″O / 51.7507028, -1.128222
El campus de Wheatley está cerca de Wheatley en el campo de Oxfordshire, siete millas al sureste del centro de la ciudad. Es donde se enseñan las tecnologías de la información, las matemáticas y la ingeniería. La torre alta se puede ver desde la autovía A40. Los cuatro pisos superiores de la torre se cerraron inicialmente a principios de la década de 2000 tras el suicidio de un estudiante desde la parte superior. Cinco años más tarde, el resto de la torre se cerró después de que se encontrara asbesto y se consideró que el edificio no era seguro para albergar a los estudiantes. El campus está programado para cerrar en el futuro, cuando las materias que se enseñan en Wheatley se trasladen al campus de Headington.
Campus de la colina de Harcourt 51°44′23.75″N 1°17′28.45″O / 51.7399306, -1.2912361
El campus de Harcourt Hill está situado en Harcourt Hill en el perímetro occidental de Oxford, a dos millas y media del centro de la ciudad. Aquí se enseñan educación, filosofía, religión, teología, medios y comunicación, y otras materias. Tiene dos residencias universitarias: Harcourt Hill Hall y Westminster Hall. Un servicio de autobús dedicado regular conecta el campus con otros campus en Headington y Wheatley. También alberga el centro de ocio de la universidad.
El campus fue anteriormente el sitio de Westminster College, Oxford, una institución de educación superior metodista independiente que se especializaba en formación de profesores y teología. El campus fue arrendado a Brookes por la Iglesia Metodista, y Westminster College se convirtió en el Instituto de Educación de Westminster de la Universidad de Oxford Brookes, ubicado en el campus de Harcourt Hill.
Campus de Swindon 51°33′37.87″N 1°48′59.74″O / 51.5605194, -1.8165944

El frente del nuevo edificio John Henry Brookes.

La Universidad de Oxford Brookes abrió su campus de Swindon en agosto de 2016. La universidad se mudó del antiguo campus de Ferndale en Swindon a un campus nuevo y más grande situado al oeste del centro de la ciudad en Delta Business Park. El edificio lleva el nombre de Joel Joffe Building en honor a Lord Joel Joffe, residente de Swindon desde hace mucho tiempo y ex abogado de derechos humanos. Allí se imparten cursos de enfermería para adultos, práctica del departamento de operaciones (ODP) y una variedad de cursos de desarrollo profesional continuo (CPD). El campus cuenta con una sala de conferencias de 185 asientos, biblioteca y espacios de aprendizaje social, salas de enseñanza y tres suites de habilidades clínicas.
La Universidad de Oxford Brookes se asocia con Swindon College como parte de su Associate College Partnership para impartir cursos básicos y de grado, proporciona una actividad de participación cada vez mayor con las escuelas locales.

### Reurbanización
En los últimos años, la universidad ha visto remodelaciones importantes, incluida la apertura del edificio John Henry Brookes de £ 132 millones, que lleva el nombre del líder espiritual de la universidad, que se inauguró en el campus de Headington en 2014. Reúne la biblioteca y los espacios de enseñanza con los servicios de apoyo a los estudiantes y la Unión de Estudiantes ( Brookes Union), que anteriormente se encontraban en el Centro Helena Kennedy en el sitio de Headington Hill. El edificio ha ganado múltiples premios, incluido el Premio Nacional del Instituto Real de Arquitectos Británicos (RIBA); tres premios regionales RIBA; Premio Oxford Preservation Trust y la categoría de Experiencia Estudiantil de los Premios Education Estates 2014.

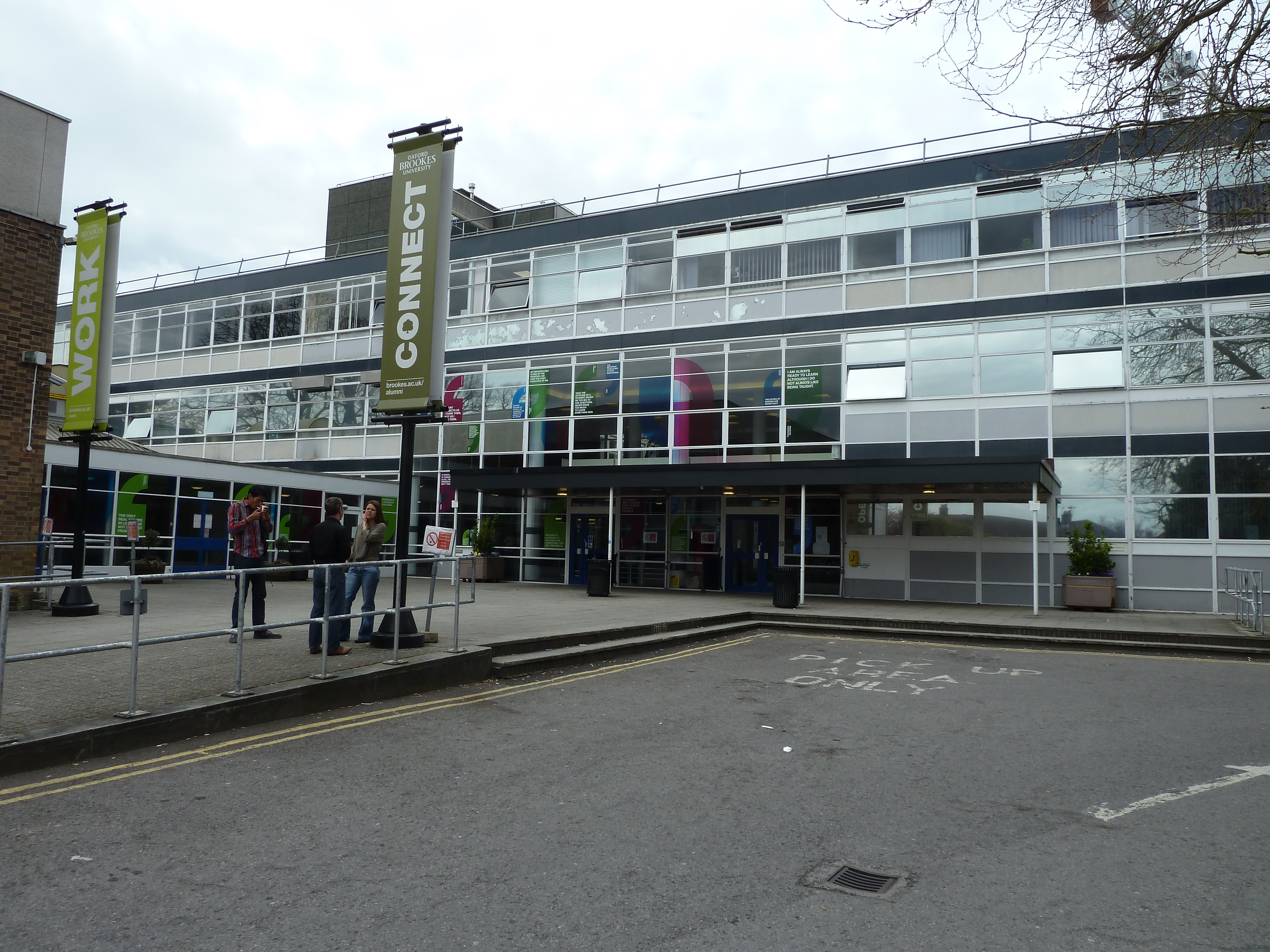
La antigua recepción principal en 2013

En 2013, se inauguró el edificio Abercrombie remodelado en el campus de Headington, que ofrece instalaciones para estudiantes de arquitectura con estudios de diseño y espacios de aprendizaje colaborativo. En octubre de 2014 ganó el premio Architects' Journal Retrofit Award.
En enero de 2015, la Universidad de Oxford Brookes anunció una importante inversión inmobiliaria para los próximos 10 años, con 13 millones de libras esterlinas por año para gastar en la remodelación de todos sus campus. Esto incluirá un edificio adicional en los campus de Headington y Harcourt, así como un nuevo campus en Swindon. Parte de esta inversión hará que toda la actividad se traslade del campus de Wheatley para 2021/22. La Escuela de Negocios Oxford Brookes se mudó del campus de Wheatley a edificios renovados en el campus de Headington en 2017 y otros departamentos se mudaron a nuevos edificios en el sitio de Headington Hill en 2020. Muchas de las transferencias planificadas al campus de Headington se pospusieron debido a Covid-19 y problemas con los presupuestos. La nueva ubicación propuesta para la Escuela de Artes junto con Ingeniería permanece vacante en este momento
Los residentes locales se opusieron enérgicamente a las propuestas originales de remodelación de la universidad en 2009 cuando se presentaron al comité de planificación local, y se discutieron muchos aspectos indeseables de la gran población estudiantil en Oxford. Sin embargo, los planos para el nuevo edificio finalmente se aprobaron y las obras de construcción comenzaron en 2010.

## Organización y gobernanza

### Facultades
La Universidad de Oxford Brookes tiene cuatro facultades que se ubican en sus cuatro campus.
Escuela de Negocios Oxford Brookes
- Escuela de Negocios
- Escuela de Administración Hotelera de Oxford

Facultad de Ciencias de la Salud y la Vida
- Departamento de Ciencias Biológicas y Médicas
- Departamento de Partería, Salud Pública y Comunitaria
- Departamento de Enfermería
- Departamento de Psicología, Salud y Desarrollo Profesional
- Departamento de Deporte, Ciencias de la Salud y Trabajo Social (incluido el Centro de Alimentación Funcional )

Facultad de Humanidades y Ciencias Sociales
- escuela de educación
- Escuela de Inglés y Lenguas Modernas
- Facultad de Historia, Filosofía y Cultura
  - Centro de Oxford para el Metodismo y la Historia de la Iglesia[25]
- Escuela de leyes
- Instituto de Atención Pública
- Departamento de Ciencias Sociales (incluida la Conservación de Primates )

Facultad de Tecnología, Diseño y Medio Ambiente
- Escuela de Arquitectura
- Escuela de Artes
- Escuela del Entorno Construido
- Departamento de Computación y Tecnologías de la Comunicación
- Departamento de Ingeniería Mecánica y Ciencias Matemáticas

### Cancilleres
- Baronesa Kennedy (1994-2001)
- Jon Snow (2001-2008)
- Shami Chakrabarti (2008-2015)
- Dama Katherine Grainger (2015-2020)
- Paterson Joseph (2022-presente)

|                                                                                   |
| Baroness Helena Kennedy, barrister, broadcaster and member of the House of Lords. |

|                                                                                  |
| Jon Snow, journalist, television presenter and main presenter of Channel 4 News. |

| |
| Shami Chakrabarti, lawyer and director of the British civil liberties advocacy organisation Liberty. |

| |
| Katherine Grainger, rower and Great Britain's most decorated female Olympian and six-time World Champion. |

|                                                        |
| Paterson Joseph, British Actor and current Chancellor. |

### Vicerrectores
- Cabina de Clive (1992-1997)
- Graham Upton (1997-2007)
- Cerveza Janet (2007-2015)
- Alistair Fitt (2015-presente)

## Perfil académico

### Reputación y clasificaciones
La Universidad de Oxford Brookes se clasificó entre las mejores instituciones del mundo en 16 materias y cuatro áreas temáticas en QS World University Rankings by Subject 2017. En 2016, Brookes fue catalogada como una de las mejores universidades del mundo por su perspectiva internacional en las 200 mejores universidades internacionales de Times Higher Education (THE). Brookes ha conservado su ranking mundial de los diez primeros en el QS Distance Online MBA Ranking 2017 para su programa de MBA. La universidad cuenta con 10 Becas Nacionales de Enseñanza de la Autoridad de Educación Superior y se ubicó entre las 25 mejores en el Reino Unido por la calidad de la enseñanza en la <i id="mwATw">Guía de Buenas Universidades del Times/Sunday Times de</i> 2016. Brookes está clasificado entre los primeros 51-100 en estudios de arquitectura y negocios y administración en el mundo por QS World University Rankings by Subject 2019. También está clasificada entre las 10 mejores en gestión de hospitalidad y ocio en el mundo por QS World University Rankings by Subject 2019 . Tanto en 2018 como en 2019, QS World University Rankings la nombró la única universidad del Reino Unido en su lista de las 50 mejores universidades menores de 50 años en el mundo. Se encuentra entre las 400 mejores universidades del mundo, en el puesto 363 del QS World University Rankings 2020.
En 2011, la Universidad de Oxford Brookes era el sexto empleador más grande de Oxfordshire.
Hotcourses UK clasificó a la Universidad de Oxford Brookes entre las 15 instituciones con mayor diversidad cultural del Reino Unido en julio de 2016.
En julio de 2016, los campus de Headington y Harcourt Hill recibieron el premio Bandera Verde por la calidad de sus espacios verdes por quinto año consecutivo.
En 2016, la Universidad de Oxford Brookes logró una tasa de satisfacción general del 87% en la Encuesta Nacional de Estudiantes (NSS) superior al promedio nacional del 86 %. La universidad también tenía 18 áreas temáticas que recibieron un 90% o más de satisfacción general.

## Escuelas separadas

### Estudio especializado
Ciencias de la Computación
El Departamento de Tecnologías de la Computación y las Comunicaciones es reconocido internacionalmente por su investigación, especialmente en el área de robótica, tecnología web, redes e ingeniería de software. El departamento tiene una fuerte población de estudiantes internacionales tanto en sus programas de pregrado como de posgrado.
Ingeniería automotriz y automovilística
La Escuela de Tecnología de Oxford Brookes es conocida por sus cursos de tecnología/ingeniería automotriz y de deportes de motor que conducen a títulos de pregrado BSc (Hons), BEng (Hons), MEng (Hons) y MSc. Debido a los estrechos vínculos entre la escuela y varios equipos de Fórmula 1 de Oxfordshire, el desarrollo del plan de estudios para los cursos de pregrado y posgrado se lleva a cabo en colaboración con los equipos de F1. A lo largo de la década, la escuela ha desarrollado un nicho para producir ingenieros de carrera y diseño de Fórmula 1, que continúan construyendo autos ganadores de campeonatos, participando en los Campeonatos de Fórmula 1 de la FIA. La escuela también es la sede y la principal institución de Motorsport Knowledge Exchange, una pequeña cooperativa de instituciones financiada por el gobierno, involucrada en brindar educación en deportes de motor en una variedad de niveles, desde técnico hasta posgrado.
En 2007, el campeón mundial de Fórmula 1, Fernando Alonso, patrocinó a 12 estudiantes de posgrado españoles para que estudiaran una maestría en ingeniería de deportes de motor o en diseño de motores de carrera dentro del Departamento de Ingeniería Mecánica y Ciencias Matemáticas de la universidad. La universidad tiene un personal docente que incluye a Geoff Goddard, ex diseñador jefe de Cosworth .
La Escuela de Tecnología de la Universidad de Oxford Brookes es una de las tres universidades centrales de Faraday Advance, una asociación en materiales avanzados para el transporte que desarrolla materiales y tecnología futuros para un transporte rentable, de alta eficiencia y baja contaminación.

### Alianzas
La asociación de la Universidad de Oxford Brookes con la Asociación de Contadores Certificados Colegiados ( ACCA ) permite a los estudiantes de ACCA obtener un BSc (Hons) en Contabilidad Aplicada con la presentación de un trabajo de proyecto de investigación y análisis mientras toman sus exámenes ACCA.[cita requerida]
La universidad tiene una asociación con la Escuela de Negocios Internacional (Nemzetközi Üzleti Főiskola) con sede en Budapest (Hungría). Los estudiantes de IBS pueden asistir a cursos que, además del título húngaro, también brindan títulos OBU BA en diferentes materias, como marketing y comunicaciones.
La universidad tiene afiliaciones con Nilai University College en Malasia. Las materias afiliadas son informática, contabilidad y finanzas, gestión empresarial, gestión de marketing y gestión hotelera. Todas las materias mencionadas anteriormente son programas 3+0.[cita requerida]

## Vida estudiantil

### Union de Estudiantes
La Unión de Estudiantes de Oxford Brookes es la unión de estudiantes de la universidad. Es una organización dirigida por miembros y todos los estudiantes son automáticamente miembros. El sindicato ofrece una gama de servicios para estudiantes; alberga varias sociedades de estudiantes, un servicio de autobús de seguridad, un servicio de asesoramiento y un sistema de representantes de estudiantes. En 2012, el sindicato de estudiantes de Oxford Brookes se clasificó entre los peores del país en cuanto a satisfacción de los estudiantes, según la Encuesta nacional de estudiantes (NSS), donde solo el 34% de los estudiantes afirmaron estar contentos con el sindicato de estudiantes.

### Alojamiento

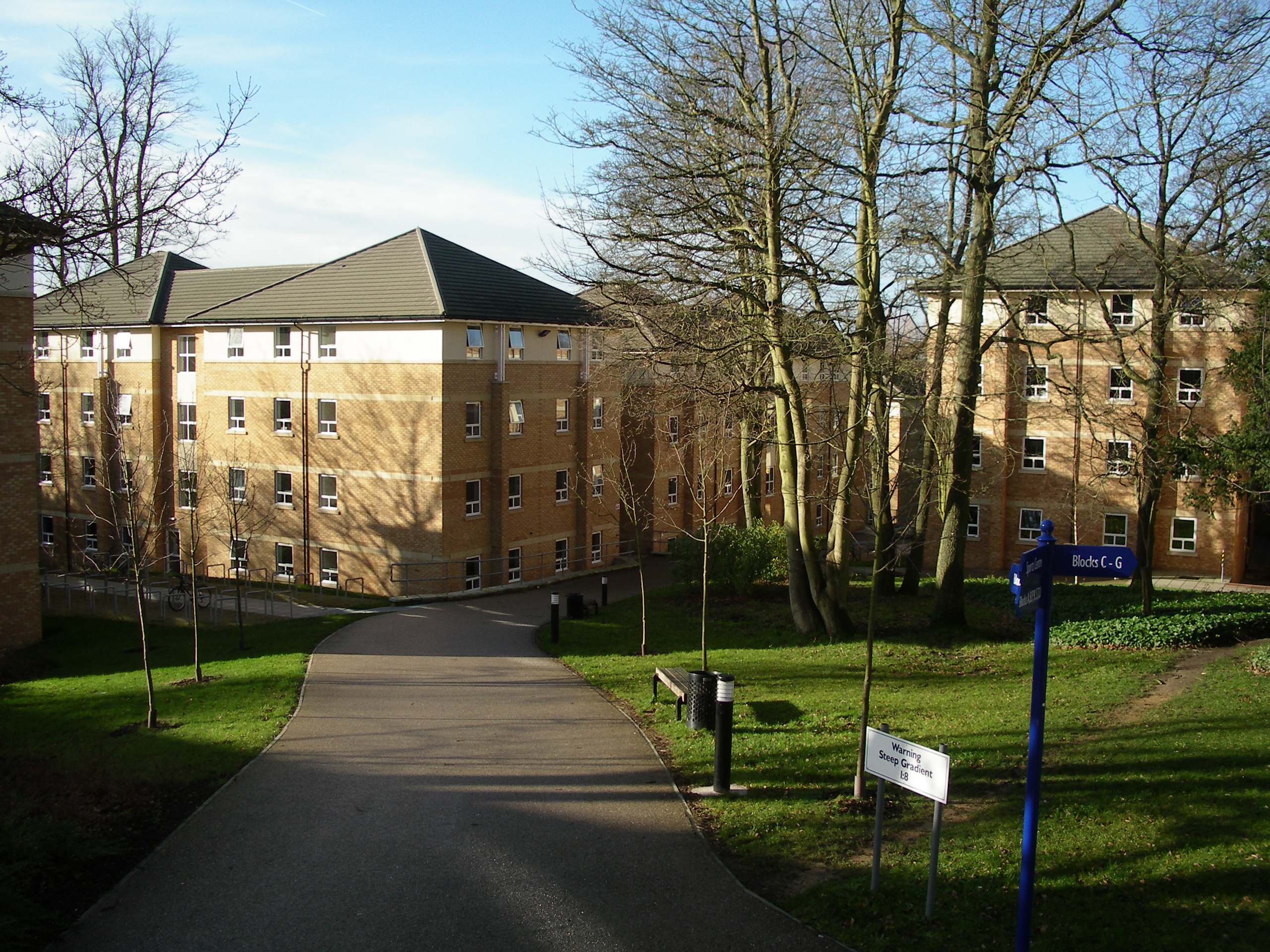
Villa de estudiantes de Cheney

Actualmente hay 12 salas de estudiantes, cuatro de las cuales están en el campus de Headington, dos en el campus de Harcourt Hill, una en el campus de Wheatley y tres salas más alrededor de Headington. Además, hay cinco residencias estudiantiles de gestión privada que son administradas en asociación con la universidad por asociaciones de vivienda: Slade Park Student Apartments, Parade Green, Sinnet Court Student Apartments, Beech House Student Accommodation y Dorset House Student Apartments.
- Aldea de estudiantes de Cheney
- Pueblo estudiantil de Clive Booth
- Salón de la media luna
- Salón de Westminster
- Pasillo de señora Spencer Churchill
- Salón Paul Kent
- Parque Slade
- casa de dorset
- Casa de haya
- desfile verde
- corte sinnet

### Transporte

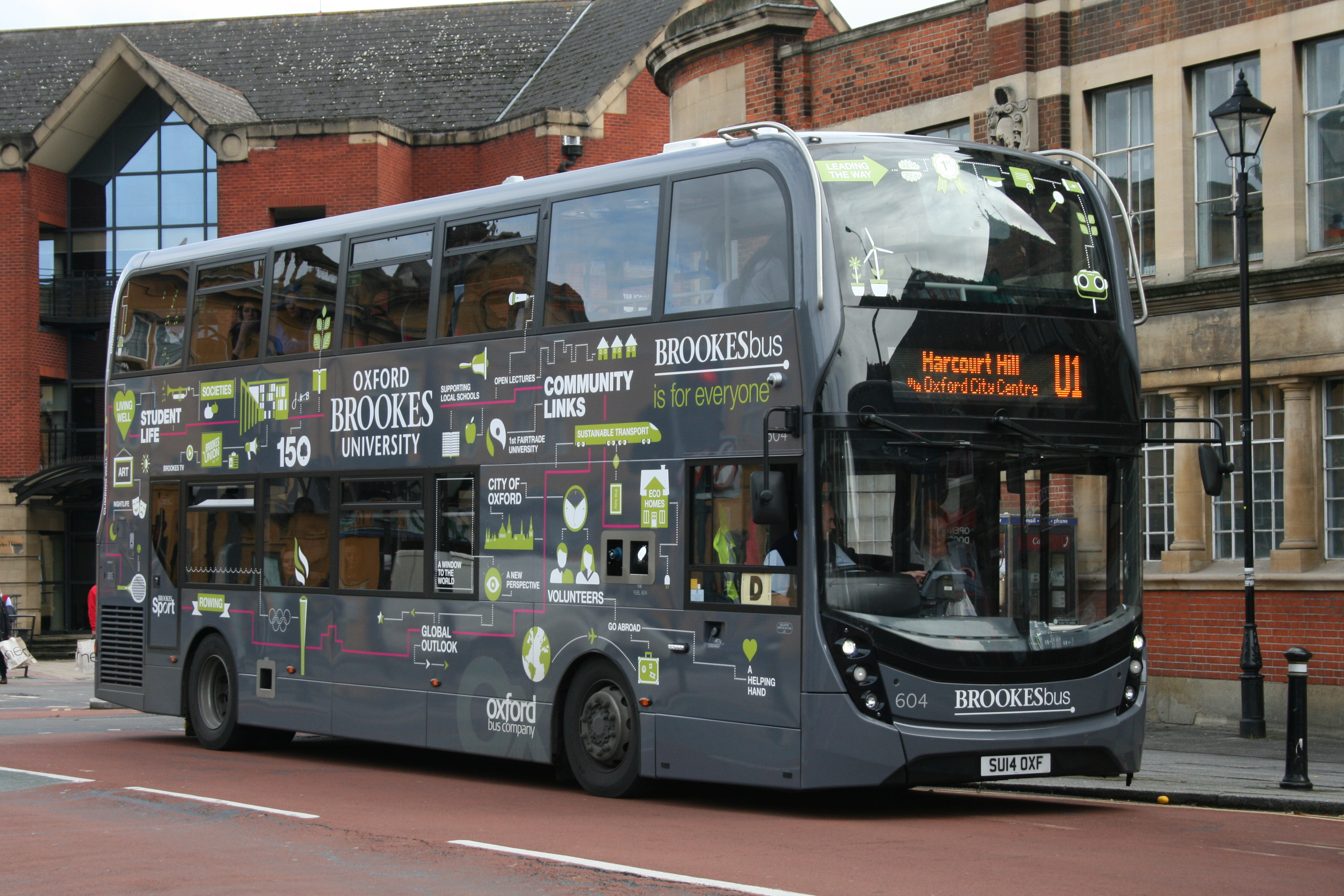
Oxford Bus Company autobús de almacenamiento de energía del volante en un servicio BrookesBus

BrookesBus es un servicio de autobús público operado bajo contrato por Oxford Bus Company que opera entre todos los campus de Brookes y las residencias de estudiantes en Oxford. En 2014, Oxford Bus introdujo una flota de 20 nuevos autobuses con almacenamiento de energía en el volante en el servicio BrookesBus.